# Mindre kudu
Mindre kudu (Tragelaphus imberbis) är en antilop som tillhör oxdjuren. Man hittar den främst i Etiopien, Uganda, Sudan och Kenya och den trivs bäst i halvtorra savanner med snår och buskar

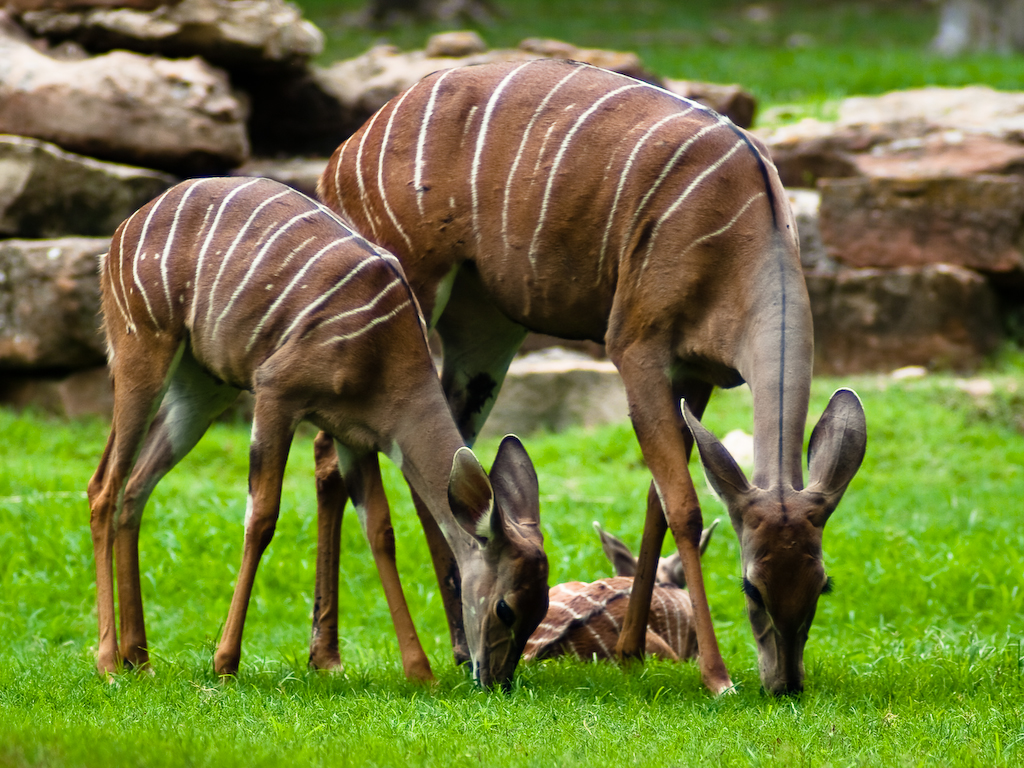
Hona med ungdjur.

Den mindre kudun kan ha en mankhöjd på ungefär en meter och den kan väga runt 100 kilogram. Honan är något mindre. Hos kudun är det bara hanen som har horn, de är skruvade 2 till 3 varv och de kan bli mellan 60 och 90 centimeter långa. Den mindre kudun ha en päls som är kort och slät. Hos hanarna varierar färgen på pälsen med åldern från gråbrun till blågrått och de har mellan 10 och 15 vita smala strimmor på sidorna. Hanarna har också en kort man. Honorna har en päls som är mera rödfärgad än hanens.
En kudu är mest aktiv under gryning och skymning då den letar föda. Deras diet består av löv, skott, frukt, rötter och gräs. Hanen brukar antingen leva ensam eller i par. Honorna brukar ofta slå sig samman i hjordar på mellan 5 och 10 djur och då kan de följas av en hane.
Dräktigheten hos en hona varar i ungefär 7 månader och hon brukar oftast föda en kalv. Efter födseln brukar honan gömma sin unge på något säkert ställe. Hon brukar titta till den med jämna mellanrum och låta den dia. 
En kudus största naturliga fiender är lejon, leopard och afrikansk vildhund. Om kudun överlever dessa rovdjur kan den leva mellan 12 och 15 år.